# Fay (Sarthe)
Fay ist eine französische Gemeinde mit 736 Einwohnern (Stand: 1. Januar 2022) im Département Sarthe in der Region Pays de la Loire. Fay liegt im Arrondissement Le Mans und gehört zum Kanton Le Mans-7 (bis 2015: Kanton Allonnes). Die Einwohner werden Fayards genannt.

## Geographie
Fay liegt etwa neun Kilometer westlich vom Stadtzentrum Le Mans. Umgeben wird Fay von den Nachbargemeinden Chaufour-Notre-Dame im Norden und Westen, Trangé im Nordosten, Pruillé-le-Chétif im Osten, Étival-lès-le-Mans im Süden sowie Souligné-Flacé im Südwesten.
Am südöstlichen Rand der Gemeinde führt die Autoroute A11 entlang.

## Bevölkerungsentwicklung
| Jahr                      | 1962 | 1968 | 1975 | 1982 | 1990 | 1999 | 2006 | 2012 |
| Einwohner                 | 463  | 457  | 496  | 474  | 444  | 505  | 579  | 605  |
| Quelle: Cassini und INSEE |      |      |      |      |      |      |      |      |

## Sehenswürdigkeiten
- Kirche Saint-Pierre-et-Saint-Paul mit Interieur aus dem 17./18. Jahrhundert (Monument historique)
- Altes Pfarrhaus aus dem 15./16. Jahrhundert, heutiges Rathaus
- Schloss Vandœuvre
- Schloss La Livaudière aus dem 18. Jahrhundert
- Reste des Schlosses La Masserie aus dem 16. Jahrhundert
- Herrenhaus L'Auberdière aus dem 18. Jahrhundert
- Herrenhaus Le Morier